# 安全实惠型裂变发动机

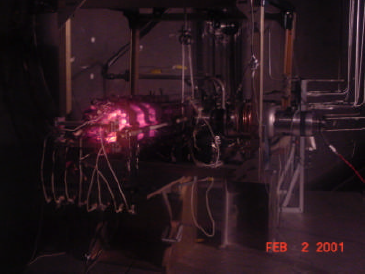
安全30型小型实验堆

安全实惠型裂变发电机（英語：Safe affordable fission engine）是美国宇航局用于太空发电的小型实验核反应堆。最著名的是”安全-400型“反应堆概念，旨在使用布雷顿闭式循环燃气轮机生产出400千瓦的热能和100千瓦的电力。其核心是381支被铼包覆的一氮化铀燃料杆，每三支燃料杆围绕着一根钼钠热导管，将热量传输到气体热导管换热器，这就是称的“热导管电力系统”。反应堆高约50厘米(20英寸)，宽约30厘米(12英寸)，重约512公斤(1129磅)，是由洛斯阿拉莫斯国家实验室和马歇尔太空飞行中心在戴夫·波斯顿(Dave Poston)主导下开发的。首先建成的是一座被称为安全-30型的更小型试验反应堆
该反应堆中使用的工作流体是氦-氙气混合物。
该项目实验室用预算中可自由支配资金资助的，且大部分的工作为研究人员用班后时间所完成。
截至2019年，该项目似乎已被千瓦级项目所取代。

## 另请参阅
- 千瓦级
- 核辅助电力系统计划和1965年发射升空的斯纳普10A型
- SP100型